# Sibyla z Křižanova
Sibyla († 1262 Žďár nad Sázavou) byla matkou Zdislavy z Lemberka. 

## Život
Pocházela ale z Itálie, ze Sicilského království.[zdroj?] Byla to velice vzdělaná a zbožná žena. 
Do Čech přišla velice mladá s Kunhutou Štaufskou, nevěstou krále Václava I., jako členka jejího doprovodu. Stala se její dvorní dámou.
Se svým manželem Přibyslavem a s pomocí královny Kunhuty například podporovala dominikánský klášter rozjímavých sester v Brně a spoluzakládala žďárský klášter. 
Po smrti třetího manžela, začala žít se svou dcerou Eufémií po způsobu poustevnic v blízkosti žďárského cisterciáckého kláštera. Tam také byla po své smrti roku 1262 pohřbena.

## Rodina
- 1. manžel velmož Bohuš
- 2. manžel (okolo 1220)[zdroj?] Přibyslav z Křižanova († 1251). Měli spolu 5 dětí:
  - Zdislava, manžel Havel z Lemberka
  - Eufémie (Ofka), manžel Boček z Jaroslavic a ze Zbraslavi
  - Alžběta (Eliška), manžel Smil z Lichtenburka
  - Libuše († v dětství)
  - Petr († v dětství)
- 3. manžel Jindřich ze Žitavy († 1254)